# Área de Proteção Ambiental lhas e Várzeas do Rio Paraná
A Área de Proteção Ambiental Ilhas e Várzeas do Rio Paraná está localizada nos estados de Mato Grosso do Sul, Paraná e São Paulo abrangendo as regiões centro-oeste, sudeste e sul do Brasil. O bioma predominante é o da Mata Atlântica.

## Histórico
Muito embora o reconhecimento da importância ambiental, paisagística e cultural do rio Paraná, ilhas e várzeas já venham desde o início da ocupação colonial do interior do Brasil, poucas tentativas lograram algum êxito na sua efetiva proteção. Assim, a partir dos anos 80, o rio Paraná e seus tributários, foram gradualmente “afogados” por usinas hidrelétricas,restando um único segmento significativo ainda remanescente do rio, no estado do Paraná, entre as cidades de Guaíra e a foz do rio Paranapanema, constituído do arquipélago de Ilha Grande e ecossistemas associados. Estimuladas pelo avanço da conscientização ambiental da população, pela implementação da Lei do ICMS ecológico e pelo apoio do Ministério público estadual, as prefeituras de alguns municípios lindeiros se organizaram em Consórcio, o Consórcio Intermunicipal para Conservação do Remanescente do Rio Paraná e Áreas de Influência e criaram uma série de Áreas de Proteção Ambiental, as APAs Intermunicipais integradas entre si e ao longo do rio.
Posteriormente, em 30 de Setembro de 1997, foi assinado o Decreto (s/n°) de criação da APA das Ilhas e Várzeas do Rio Paraná. Esta Unidade de Conservação foi delimitada aproveitando o desenho original das APAs Intermunicipais e se estendeu para outras regiões alcançando uma área aproximada de 1.005.180,71 hectares englobando as ilhas e ilhotas do rio Paraná, as águas interiores e áreas lagunares e lacustres, as várzeas, planícies de inundação e demais locais especiais situados em suas margens.
Em 1998, visando facilitar a gestão da unidade, foi criado o Consórcio Intermunicipal da APA Federal do Noroeste do Paraná - Comafen.

## Caracterizacão da área
Uma Área de Proteção Ambiental é uma modalidade de Unidade de Conservação onde a propriedade da terra se mantém sob domínio privado, isto é, o estado (governo federal, estadual ou municipal) não incorpora as propriedades, faz-se necessário organizar os processos de uso, ocupação e apropriação dos recursos ambientais, de forma que os proprietários continuem com suas atividades econômicas, todavia garantindo a máxima proteção do meio ambiente.
Ao todo, 25 municípios brasileiros fazem parte da APA das Ilhas e Várzeas do Rio Paraná, sendo 14 no Paraná (Terra Roxa, Guaíra, Altônia, São Jorge do Patrocínio, Alto Paraíso, Icaraíma, Ivaté, Querência do Norte, Santa Cruz de Monte Castelo, Porto Rico, São Pedro do Paraná, Marilena, Nova Londrina e Diamante do Norte), 10 no Mato Grosso do Sul (Mundo Novo, Eldorado, Itaquiraí, Naviraí, Jateí, Novo Horizonte do Sul, Taquarussu, Ivinhema, Nova Andradina e Bataiporã) e 01 em São Paulo (Rosana/SP).

## Objetivos
São objetivos da APA Ilhas e Várzeas do Rio Paraná:
I - proteger a fauna e flora, especialmente as espécies ameaçadas de extinção, tais como o Cervo-do-pantanal (Blatocerus dichotomus), o Bugio (Alouatta fusca), a Lontra (Lutra longicaudis), a Anta (Tapirus terrestris), a Jaguatirica (Leopardus pardalis) e a Onça-pintada (Panthera onca);
II - garantir a conservação dos remanescentes da Floresta Estacional Semidecidual Aluvial e Submontana, dos ecossistemas pantaneiros e dos recursos hídricos;
III - garantir a proteção dos sítios históricos e arqueológicos;
IV - ordenar o turismo ecológico, científico e cultural, e demais atividades econômicas compatíveis com a conservação ambiental;
V - incentivar as manifestações culturais e contribuir para o resgate da diversidade cultural regional;
VI - assegurar o caráter de sustentabilidade da ação antrópica na região, com particular ênfase na melhoria das condições de sobrevivência e qualidade de vida das comunidades da APA e entorno.
V - a proteção do entorno das unidades de proteção integral criadas, ou que vierem a ser criadas na região, inseridas dentro de seus limites, ficando excluída a área do Parque Nacional de Ilha Grande.

## Proteção
De acordo com o Decreto de criação da APA das Ilhas e Várzeas do Rio Paraná, estão proibidas ou restringidas, entre outras, as seguintes atividades:
I - implantação de atividades industriais potencialmente poluidoras, que impliquem danos ao meio ambiente e afetem os mananciais de água;
II - realização de obras de terraplenagem e a abertura de canais, quando essas iniciativas importarem alteração das condições ecológicas locais, principalmente nas zonas de vida silvestre;
III - exercício de atividades capazes de provocar acelerada erosão das terras, o assoreamento das coleções hídricas ou o comprometimento dos aquíferos;
IV - exercício de atividades que impliquem matança, captura ou molestamento de espécies raras da biota regional;
V - despejo, nos cursos d'água abrangidos pela APA, de efluentes, resíduos ou detritos, capazes de provocar danos ao meio ambiente.